# Schefflera urostachya
Schefflera urostachya är en araliaväxtart som beskrevs av Hermann August Theodor Harms. Schefflera urostachya ingår i släktet Schefflera och familjen araliaväxter. Inga underarter finns listade.